# Edelmiro Arévalo
Edelmiro Arévalo (17 de juliol de 1929) és un exfutbolista paraguaià.

## Selecció del Paraguai
Va formar part de l'equip paraguaià a la Copa del Món de 1958.